# Tatort: Ich hab im Traum geweinet
Ich hab im Traum geweinet ist ein Fernsehfilm aus der Krimireihe Tatort. Der vom Südwestrundfunk produzierte Beitrag ist die 1121. Tatort-Episode und wurde am 23. Februar 2020 im Ersten ausgestrahlt. Die Freiburger Ermittler Franziska Tobler und Friedemann Berg ermitteln ihren fünften Fall, der sie diesmal in der Fastnachtszeit ereilt.

## Handlung
Im Schwarzwald wird Fasnet gefeiert. Franziska Tobler und Friedemann Berg feiern ausgelassen – bis sie zu einem Tatort gerufen werden: Philipp Kiehl liegt erschlagen in seinem Hotelzimmer. Er hat seine Frau Elena zu einer Schönheits-OP in den Schwarzwald begleitet, aber den Abend seines Todes mit einer anderen Frau, der dort angestellten Krankenschwester Romy Schindler, verbracht. Wie sich später herausstellt, hatte er das gezielt geplant, nachdem er das von seinem Bekannten Burk Giebenhain erfahren hatte. Kiehl kannte Schindler bereits aus ihrer früheren Zeit in Karlsruhe, wo sie für einen Begleitservice gearbeitet hatte – jedoch hatte ihren alten Beruf aufgegeben, als sie von einem ihrer „Klienten“ schwanger wurde.
Inzwischen hatte Schindler zusammen mit ihrem Sohn Lukas und dem Klinikleiter Dr. David Hans, der ihre Vergangenheit akzeptiert, ein neues Leben begonnen. Hans war vor ihrer Beziehung auch ihr „Klient“. Trotz ihres Verhältnisses betrügt Schindler ihren Mann gelegentlich. So auch am Abend des Mordes mit Philipp Kiehl, der sie zuvor in der Klinik aufs Hotelzimmer eingeladen hatte.
Tobler und Berg befragen Romy Schindler zu Kiehl: Sie gibt zu, mit ihm geschlafen zu haben, sei dann aber schlicht gegangen. Auch ihr Lebensgefährte wird wegen einer möglichen Eifersuchtstat vernommen. Hans hat für den Tatzeitraum kein Alibi und gibt an, die Lebensweise seiner Freundin zu tolerieren, auch wenn er sichtlich darunter leidet. Für die Kommissare bleiben Schindler und Hans die Hauptverdächtigen, sodass sie ihre Ermittlungen auf diese beiden konzentrieren. Auch wenn Schindler es nicht zugeben will, weiß Hans, dass sie Kiehl ermordet haben muss.
Hans will daraufhin Kommissarin Tobler ein Geständnis ablegen, was diese als Falschaussage erkennt und ihn davor warnt, damit seine Lebensgefährtin schützen zu wollen. Daraufhin versucht er sich zu suizidieren, wird jedoch von Schindler aufgehalten und versorgt. Am nächsten Morgen legt sie ebenso ein Geständnis ab. Sie habe Kiehl erschlagen, weil er sie vergewaltigt habe. Auch Hans bleibt jedoch bei seiner Aussage. Unter diesen Umständen offenbart sich Schindler letztlich: Kiehl habe ihr gedroht, öffentlich zu machen, womit sie in Karlsruhe ihr Geld verdient hatte. Außerdem war er der Meinung, der Vater von Schindlers sechsjährigem Sohn zu sein, und deshalb habe er ihn ihr „wegnehmen“ wollen. Die Vergewaltigung habe sie sich ausgedacht, weil sie gehofft habe, so auf Notwehr plädieren zu können.

## Nebenhandlung
Im Faschingsgewirr kommen sich Tobler und Berg ungeplant näher und landen gemeinsam im Bett. Beiden ist dies eher peinlich und sie versuchen auf je eigene Weise einen Umgang damit zu finden, zumal Tobler mit ihrem Freund Ari zusammen lebt. Dieser Umstand belastet ihr Betriebsklima und macht das gemeinsame Ermitteln schwierig. Nachdem der Fall gelöst ist und Tobler nach Hause kommt, ist Ari aus ihrem gemeinsamen Schlafzimmer ausgezogen.

## Hintergrund
Der Film wurde vom 5. Februar 2019 bis zum 11. März 2019 in Elzach, Sasbachwalden, Bühlertal und Baden-Baden, unter dem Arbeitstitel „Masken“, gedreht.
Die im Film verwendeten Heine-Rezitationen: Ich hab‘ im Traum geweinet / Mir träumte du lägest im Grab / Ich wachte auf / Und die Träne floss noch von der Wange herab werden von Pianist und Sänger Jens Thomas gesungen.

## Rezeption

### Einschaltquoten
Die Erstausstrahlung von Ich hab im Traum geweinet am 23. Februar 2020 wurde in Deutschland von 6,1 Millionen Zuschauern gesehen und erreichte einen Marktanteil von 17,6 % für Das Erste.

### Kritiken
Über 2800 Zuschauer bewerteten den Film auf daserste.de mit 1,5 von 5 möglichen Sternen.
Christian Buß von Spiegel vergab 8 von 10 möglichen Punkten und befand: „Dies ist ein ‚Tatort‘, in dem die Menschen sehr viel Sex miteinander haben. Und einer, in dem sich die Menschen sehr viel anschreien. Meist tun sie beides in ein und demselben Moment. Manchmal fällt das aber gar nicht so auf, weil all der Sex und das Anschreien in den Fasnachttrubel im Schwarzwald platziert ist. Da fallen eh alle übereinander her, im Guten wie im Bösen.“ „Pornografisches und Romantisches stehen in diesem Film dicht nebeneinander, manchmal gehen die Formen ineinander über.“
Cornelius Pollmer von der Süddeutschen Zeitung meinte: „Fasnet zu feiern oder nicht, ist schon Geschmackssache, anderen dabei zuzuschauen, noch seltener ein Gewinn. Das schadet diesem Film in seinem ersten Drittel, danach aber entwickelt sich ein fast nachtdunkles, sehenswertes Drama um Rausch und Bedrohung und Wollust. Getragen wird es von der herausragenden Musik von Jens Thomas und von bemerkenswerten Einzelleistungen wie die von Darja Mahotkin und Andrei Viorel Tacu.“
Die Stuttgarter Zeitung fand allerdings: „Das nicht ganz gewöhnliche Drehbuch erschütterte bei einigen alteingesessenen Zuschauern die heile ‚Tatort‘-Welt“ und „sorgte bei der Mehrheit der Netzgemeinde für Kopfschütteln.“
Heike Hupertz von der Frankfurter Allgemeine Zeitung urteilte: „Ein ‚Tatort‘ als filmischer Ausnahmezustand“ und insgesamt „eine Enttäuschung.“ „Das Fastnachtsspiel treibt Jan Bonny ins Geschlechtergroteske, zwischen den Taumel der Lust und der Gewalt passt keine Drehbuchseite, die animalisch-bedrohliche Umkehrherrschaft wird konsequent auf den Eros bezogen. Obwohl es auch einen Toten und eine Ermittlung gibt, ist ‚Ich hab’ im Tod geweinet‘ eher ein gewagtes, grandioses Figurenensemblespiel – mit einer ‚Playlist‘ […] vom Erhabenen bis zum Lächerlichen.“
Die Frankfurter Rundschau sah das ähnlich und wertete: „Als in der 37. Minute ein Polizeiabsperrband durchs Bild flattert, stellt sich bei der Rezensentin eine gewisse Erleichterung darüber ein, dass es sich ja doch irgendwie um einen Film der Reihe ‚Tatort‘ zu handeln scheint. Und nicht um einen etwas unbeholfenen und chaotischen, hm, Softporno.“ „Der feine Tatort-Titel, nach einem Gedicht von Heinrich Heine, lässt das [auch] nicht unbedingt erwarten.“
Ariane Holzhausen von den Stuttgarter Nachrichten war von der schauspielerischen Leistung der Akteure sehr angetan und schrieb: „Bonny spielt versiert mit dem Motiv der Maske, Darja Mahotkin alias Romy spielt versiert mit ihrem Gesicht, das tausend Masken formen kann.“